# ارل ویلبر سادرلند (جونیور)
ارل ویلبر سادرلند، جونیور (انگلیسی: Earl Wilbur Sutherland, Jr.؛ زاده ۱۹ نوامبر ۱۹۱۵ درگذشته ۹ مارس ۱۹۷۴) یک دانشمند در زمینه زیست‌شیمی اهل ایالات متحده آمریکا بود.